# ディック・ワグナー
ディック・ワグナー (Dick Wagner、1943年12月14日 - 2014年7月30日）は、アメリカ合衆国のロック・ギタリスト、ソングライター、音楽プロデューサー。
1970年代から長くアリス・クーパーの片腕として活躍したほか、ルー・リードらとも活動したことで知られている。

## 略歴
ミシガン州サギノー育ち。初めてのバンド「ボスメン (Bossmen)」を経て、1960年代後半に「フロスト (The Frost)」を結成。彼等はヴァンガード・レコードから1969年に『Frost Music』と『ブラック・トレイン (Rock and Roll Music)』、1970年に『Through Eyes』と計3枚のアルバムを発表し、ワグナーはミシガンでの認知度を上げた。
1972年、元アンボイ・デュークスのベーシストのグレッグ・アラマと「アーサ・メジャー (Ursa Major)」を結成し、同名のデビュー・アルバムを発表。
同年、プロデューサーのボブ・エズリンに招かれて、クーパーが在籍していたアリス・クーパーのアルバム『スクールズ・アウト』の収録曲「マイ・スターズ」でギター・ソロを担当し、続いてアルバム『ビリオン・ダラー・ベイビーズ』（1973年）にも参加した。
1973年、『ビリオン・ダラー・ベイビーズ』に参加していたスティーヴ・ハンターと共に、エズリンがプロデュースしていたルー・リードのアルバム『ベルリン』に参加。さらにリードのバンドに誘われてハンターとコンビを組んだ。ライブ・アルバム『ロックン・ロール・アニマル』（1974年）に収録された「スウィート・ジェーン」の印象的なイントロは、彼とハンターの演奏である。
1975年にクーパーがアリス・クーパーを解散してソロ活動を始めると、ワグナーは彼の右腕となり、4枚のスタジオ・アルバムに参加、リード・ギターを演奏するのみならず、作曲、アレンジ、プロデュースまで手がけた。クーパー初のソロ・アルバム『悪夢へようこそ』（1975年）発表後のステージでは、ワグナーとハンターをフィーチャーした画期的なライブが繰り広げられ、翌年に発売された同名のビデオにもその模様が収録されている。
1970年代から1990年代にかけて、エアロスミス、バートン・カミングス、キッス、ミートローフ、スティーヴ・ペリー、リンゴ・スター、エタ・ジェイムズ、ピーター・ガブリエル、ロッド・スチュワート、ティナ・ターナー、エア・サプライ、ホール&オーツ、ロイ・オービソン、ジェリー・リー・ルイス、リトル・リチャードなど、数多くのアーティストの作品でギターを演奏し、曲を提供した。
彼が作曲した中でも特に有名な曲のひとつはクーパーの『悪夢へようこそ』に収録された「オンリー・ウィメン・ブリード」である。フロスト時代に書いた曲で、『悪夢へようこそ』の最初の作業中に演奏してクーパーに聴かせた。彼のオリジナルの歌詞は採用されず、クーパーが新たな歌詞を書いた。同曲は現在までに25組以上のアーティストにカバーされた。
「マイト・アズ・ウェル・ビー・オン・マース」は、1991年のクーパーのアルバム『ヘイ・ストゥーピッド』に収録されたバラードで、彼のソングライターとしての才能を感じさせるものとなっている。
1978年にはアトランティック・レコードからファースト・ソロ・アルバム『Richard Wagner』をリリースしたが、プロモーション不足が祟ってセールスは伸びなかった。
2005年には、アリゾナ州フェニックスに転居。2007年頃からそこでアリス・クーパーのニュー・アルバムのために曲を書いていたが、7月に心臓発作で倒れる。その後、回復して、制約はあるものの仕事に復帰し、旧友ハンターとともに「Wensday」というシングルのレコーディングにも参加した。
2009年10月、自分のレーベル「Desert Dreams Productions」から、1979年から1995年までの間に作られてお蔵入りになった曲を収録したアルバム『Full Meltdown』を発表した。
2014年7月30日、呼吸不全により死去。享年71歳。

## ディスコグラフィ

### ソロ・アルバム
- Richard Wagner (1978年、Atlantic) ※『Dick Wagner』として再発あり
- Rock History (1995年、WMG)
- Home at Last Vol. 1 and Vol. 2 (2008年)
- The Remember The Child Album (Journeys Of The Inner Child) (2008年、WMG)
- Full Meltdown (2009年、Desert Dreams Productions) ※未発表音源集
- Captured (2014年、Desert Dreams Productions)

### ボスメン
- Personally Yours: The Complete Anthology of the Bossmen (2014年、Lion Productions) ※コンピレーション

### フロスト
- Frost Music (1969年、Vanguard)
- 『ブラック・トレイン』 - Rock and Roll Music (1969年、Vanguard)
- Through the Eyes of Love (1970年、Vanguard)
- Live at the Grande Ballroom 1969 (2001年、Vanguard)[8][9]
- Early Frost (1969年、Vanguard) ※コンピレーション[9]

### アーサ・メジャー
- Ursa Major (1972年、RCA)

### 参加アルバム
アリス・クーパー (バンド)
- 『スクールズ・アウト』 - School's Out (1972年)
- 『ビリオン・ダラー・ベイビーズ』 - Billion Dollar Babies (1973年)
- 『マッスル・オブ・ラヴ』 - Muscle of Love (1973年)

アリス・クーパー
- 『悪夢へようこそ』 - Welcome To My Nightmare (1975年)
- 『アリス・クーパー地獄へ行く』 - Goes to Hell (1976年)
- 『レースとウイスキー』 - Lace & Whiskey (1977年)
- 『ライヴ!! アリス・クーパー・ショー』 - The Alice Cooper Show (1977年)
- 『閉ざされた世界』 - From the Inside (1978年)
- 『ジッパー・キャッチズ・スキン』 - Zipper Catches Skin (1982年)
- 『DADA』 - DaDa (1983年)
- 『ヘイ・ストゥーピッド』 - Hey Stoopid (1991年)
- 『悪夢へようこそ 第2章』 - Welcome 2 My Nightmare (2011年)

ルー・リード
- 『ベルリン』 - Berlin (1973年)
- 『ロックン・ロール・アニマル』 - Rock 'n' Roll Animal (1974年)
- 『ルー・リード・ライブ』 - Lou Reed Live (1975年)

キッス
- 『地獄の軍団』 - Destroyer (1976年)
- 『リヴェンジ』 - Revenge (1992年)

ザ・スロブス
- 『反逆の鼓動』 - The Language of Thieves and Vagabonds (1991年) ※共同プロデューサー

ミートローフ
- 『真夜中の彷徨』 - Midnight at the Lost and Found (1983年) ※「Fallen Angel」に作曲で参加
- 『ブラインド・ビフォー・アイ・ストップ』 - Blind Before I Stop (1986年) ※作曲で参加

その他
- エアロスミス : 『飛べ!エアロスミス』 - Get Your Wings (1974年)
- エア・サプライ : 『潮風のラヴ・コール』 - Air Supply (1985年)
- Chris Catena's Rock City Tribe : Truth in Unity (2020年) ※「Theme from an Imaginary Western」に参加。2006年録音
- バートン・カミングス : Dream of a Child (1978年)
- バートン・カミングス : The Burton Cummings Collection (1994年)
- ダリン・スコット : Darin Scott (2000年) ※プロデュース、作曲
- ダリン・スコット : Crusin' Thru Westwood (2002年) ※プロデュース、アレンジ、キーボード
- エタ・ジェイムズ : 『夜のしじまに』 - Deep In The Night (1978年) ※作曲で参加
- ホール&オーツ : 『赤い断層』 - Along the Red Ledge (1978年)
- ジム・カミングス : Kid Stuff (2006年) ※作曲、プロデュース
- ジム・カミングス : Basically (2008年) ※プロデュース
- ニルス・ロフグレン : Shine Silently (1997年)  ※作曲で参加
- ニルス・ロフグレン : Code Of The Road: Greatest Hits (1997年)  ※作曲で参加
- ピーター・ガブリエル : 『ピーター・ガブリエル』 - Peter Gabriel (1977年)
- ティム・カリー : Read My Lips (1978年)
- ティム・カリー : Fearless (1979年) ※ギター、プロデュース、作曲
- ウェンズデイ : Torch Rock (2007年) ※プロデュース、ギター